# Kullen (Rånerivier)
Kullen is een Zweeds eiland in de Råneälven. Het eiland ligt op de plaats waar de twee stromen van de rivier weer samengevoegd worden, na door het eiland Degerholmen gesplitst te zijn. Ten westen van het eiland stroomt de reguliere rivier; ten oosten een brede rivierarm vanuit het meer Rånträsket. Het basiseiland is 3 hectare, maar het eiland wordt bij laag water 1,5 x zo groot.
Storholmen · Storselaholmen · Storholmen · Sladaholmen · Hedholmen · Notholmen · Svedjeholmen · Tomasholmen · Niemiholm · Lillholmen · Färholmen · Sundbergholmen · Killingholmen · Holmen · Prästholmen · Börstholmen · Längholmen · Degerholmen · Kullen · Kaninholmen · Andholmen